# مانیتوو اسپرینگز (کلرادو)
مانیتوو اسپرینگز (به انگلیسی: Manitou Springs) شهری در ایالت کلرادو کشور ایالات متحده آمریکا است که جمعیت آن در سرشماری سال ۲۰۱۰ میلادی، ۴٬۹۹۲ نفر بوده‌است.

## نگارخانه

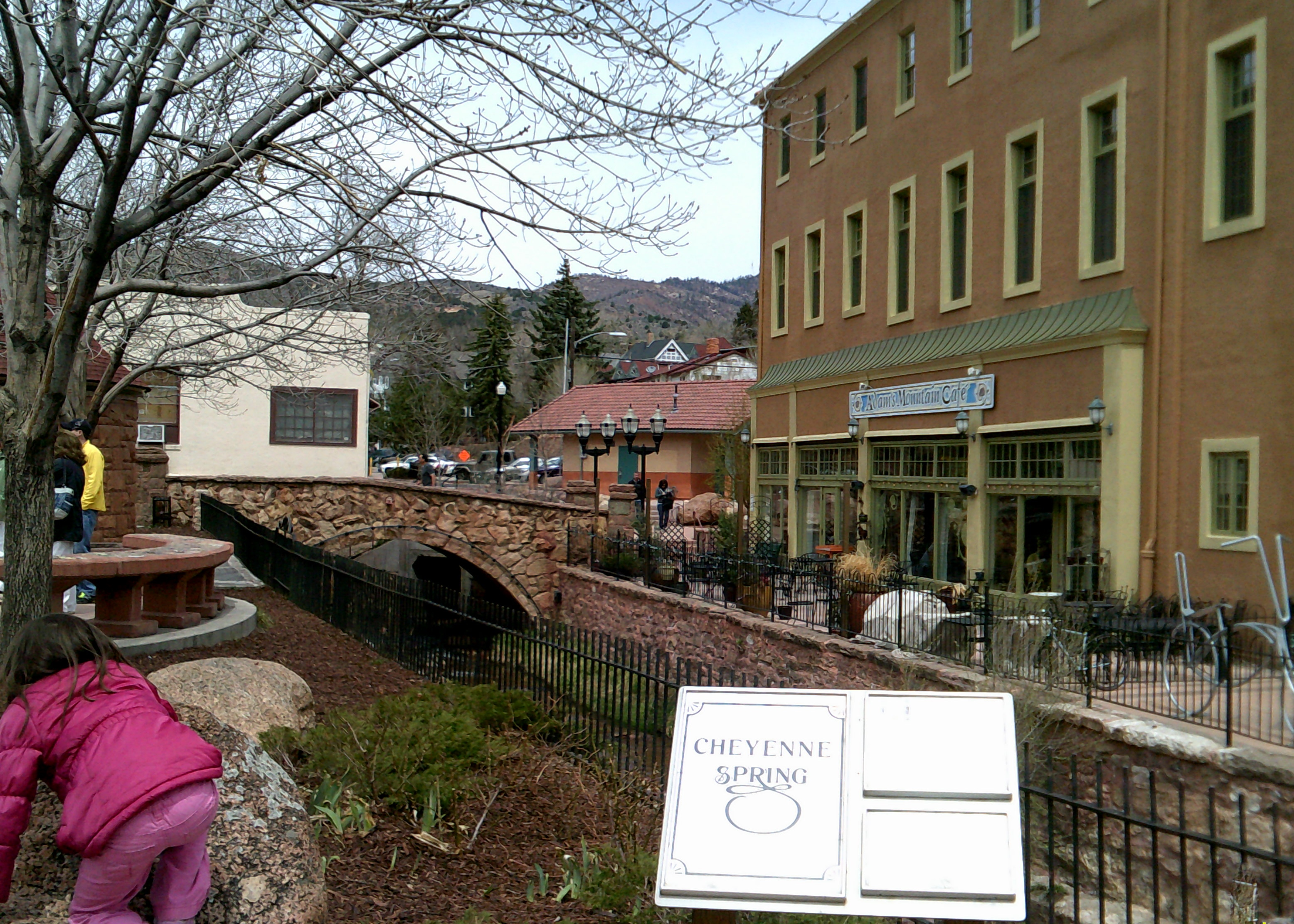
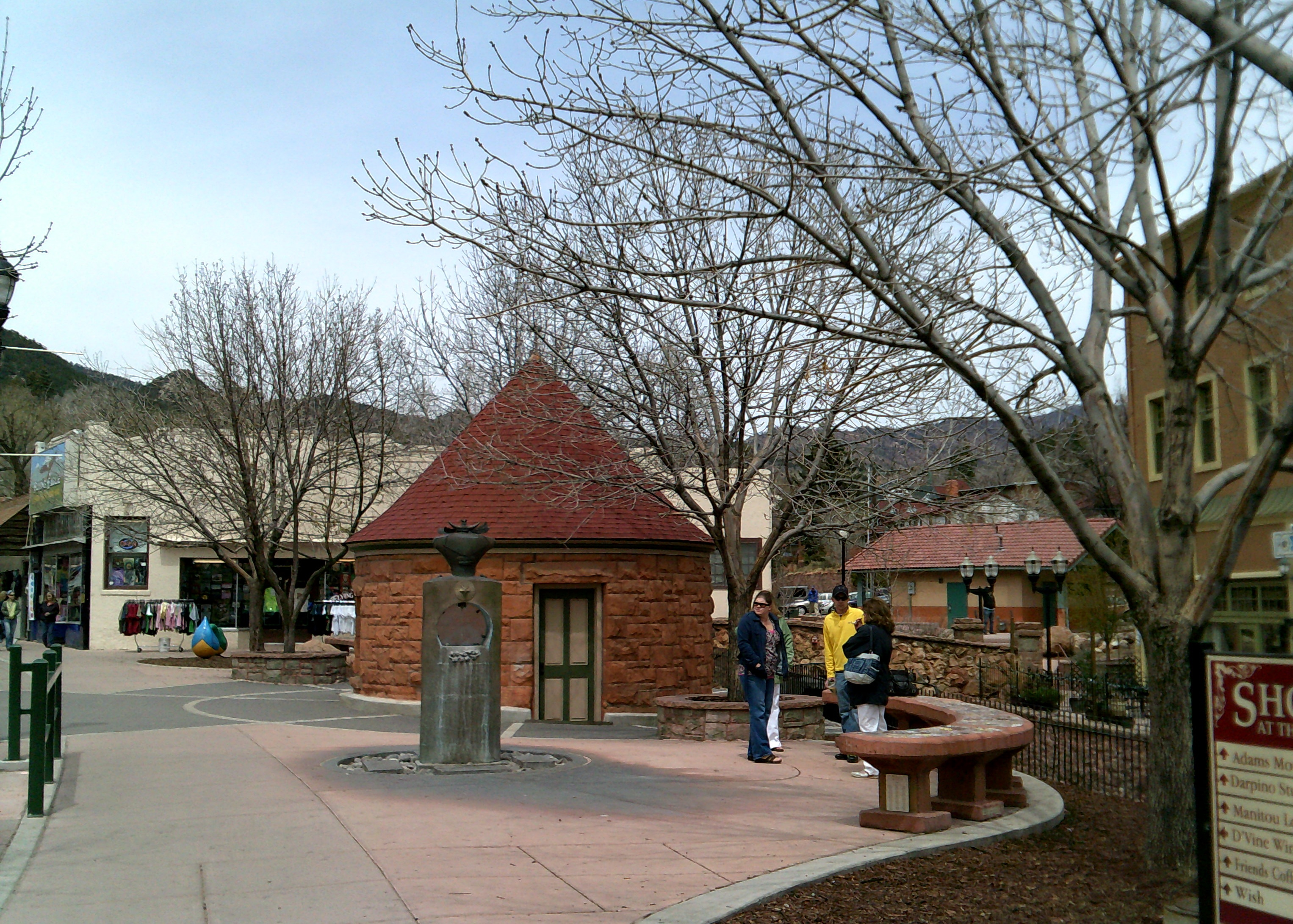
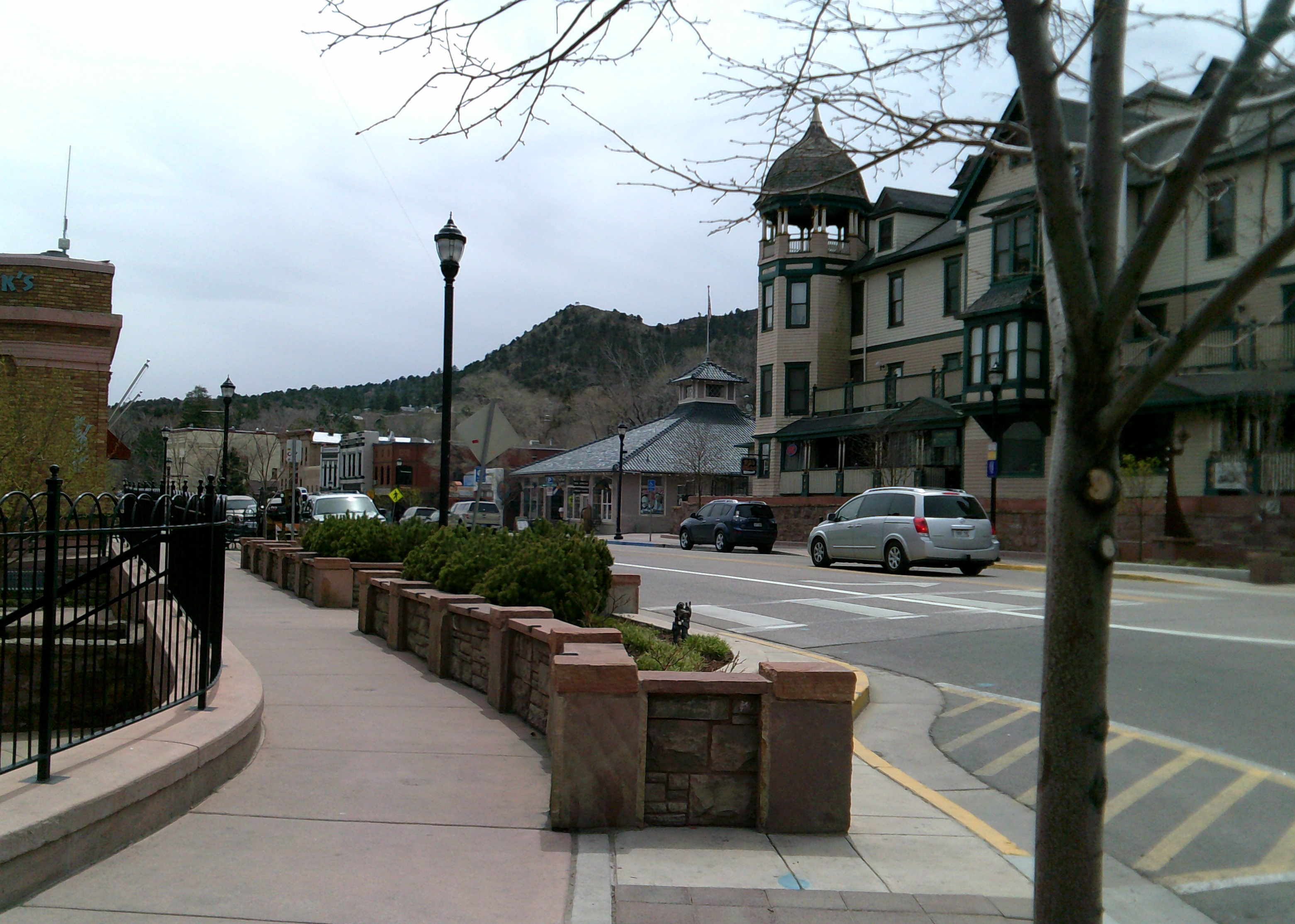
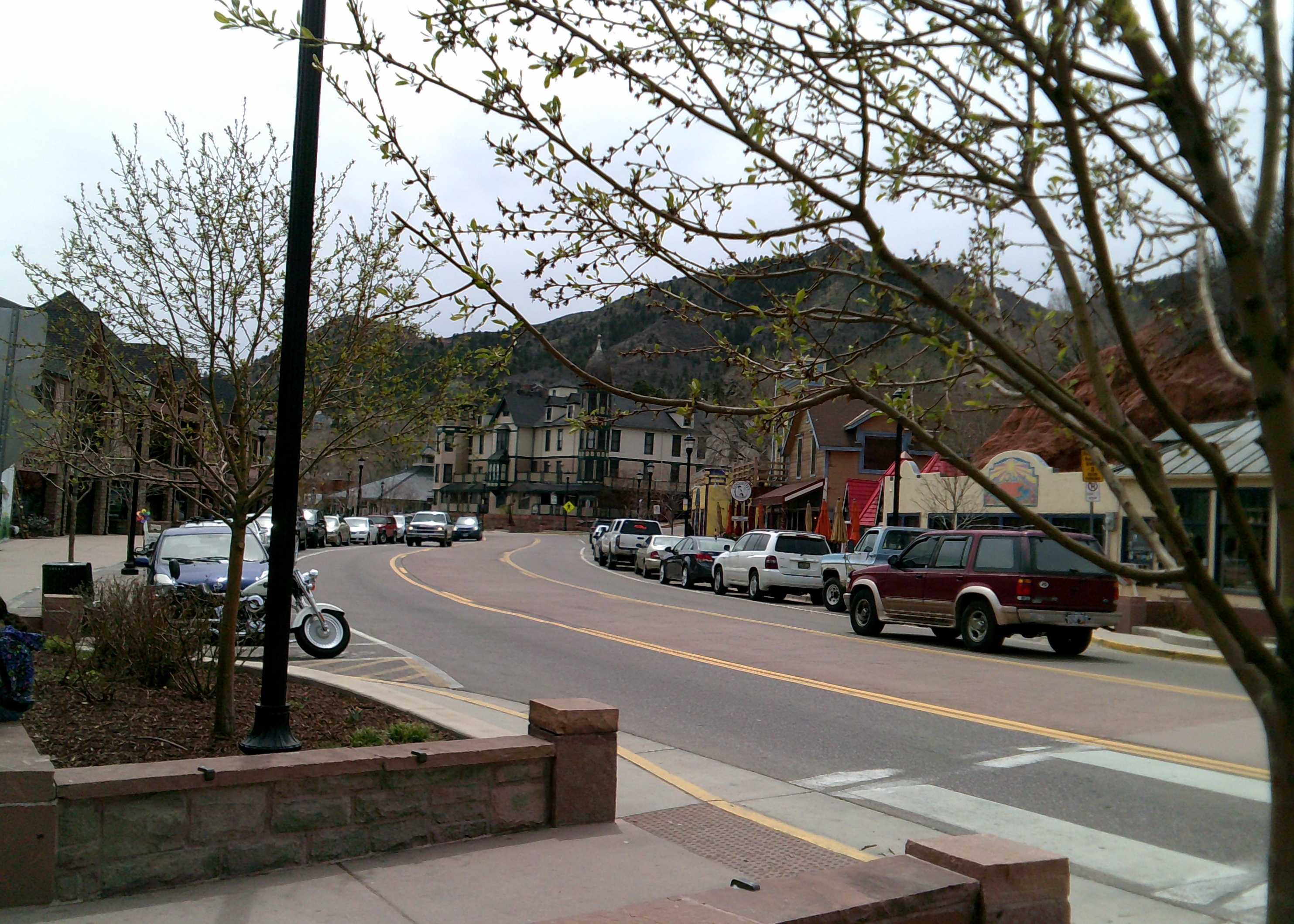
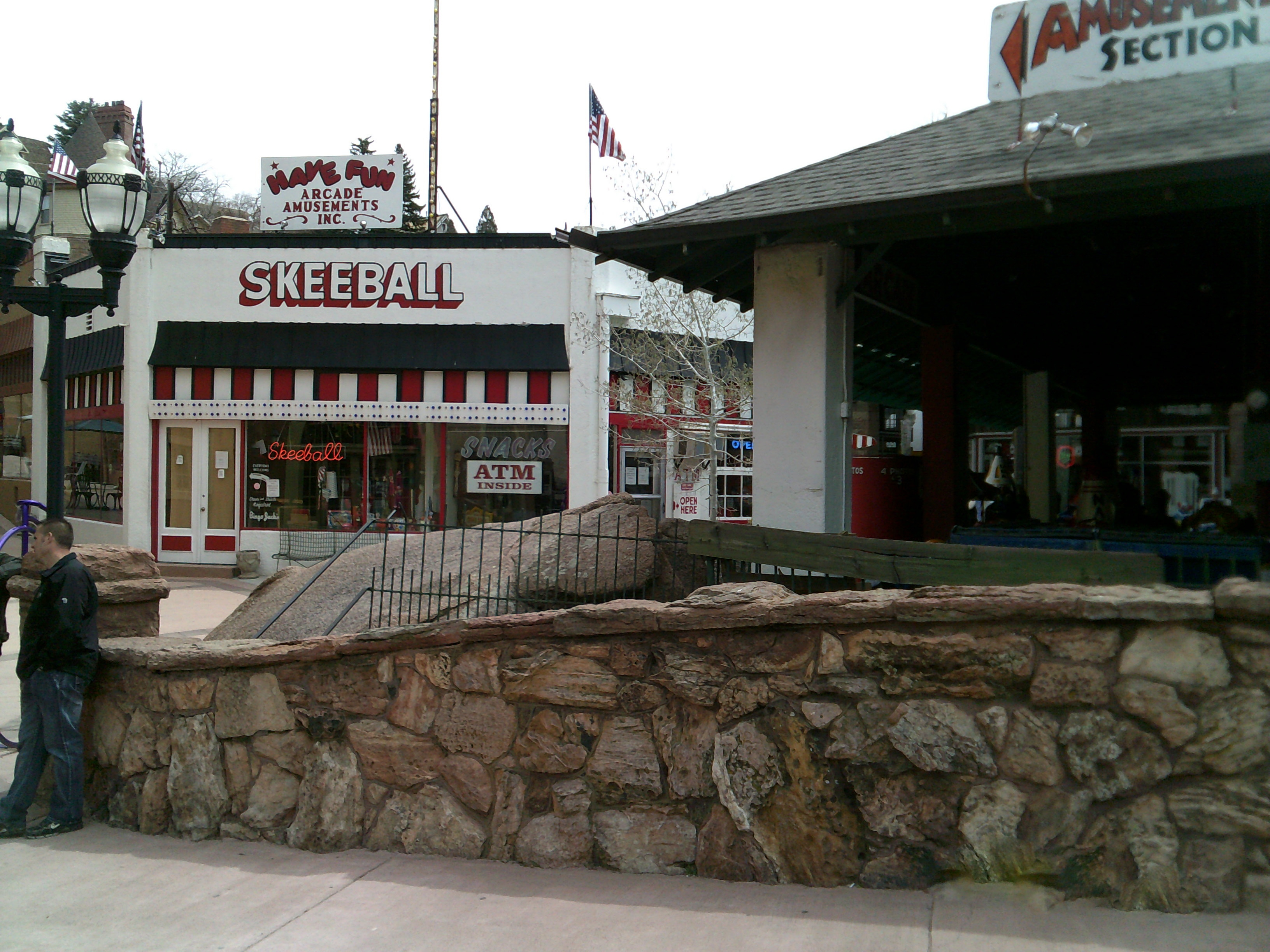